# Vistas del Maguey
Vistas del Maguey es una localidad del estado mexicano de Jalisco. Es parte del municipio de Atotonilco el Alto.

## Demografía
| Censo | Población |
| ----- | --------- |
| 2010  | 3 765     |
| 2020  | 6 073     |